# Calidris pugnax

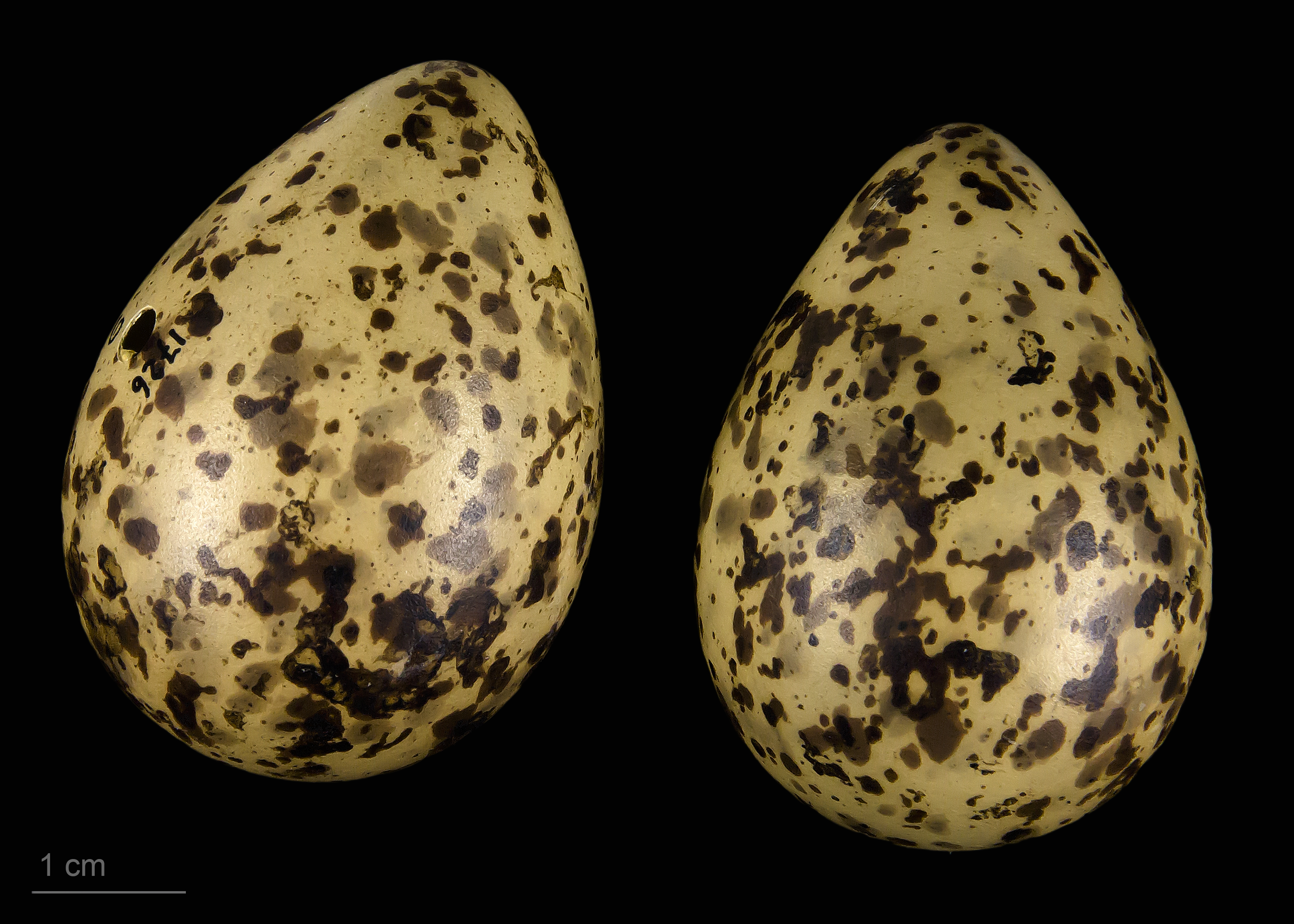
C. pugnax pugnax - MHNT

El combatiente (Calidris pugnax) es una especie de ave caradriforme de la familia Scolopacidae. Es un ave de marjales y praderas que se alimenta de insectos, gusanos y semillas. Tiene una amplia distribución geográfica que abarca Eurasia y África; es divagante en América y Australia.
Los machos en celo tienen grandes gorgueras de plumas y moños auriculares, que varían individualmente en colores y en diseño. Los machos se exhiben compitiendo unos con otros sobre un área especial de terreno para impresionar a las hembras. Después del apareamiento, estas anidan solas.

## Imágenes

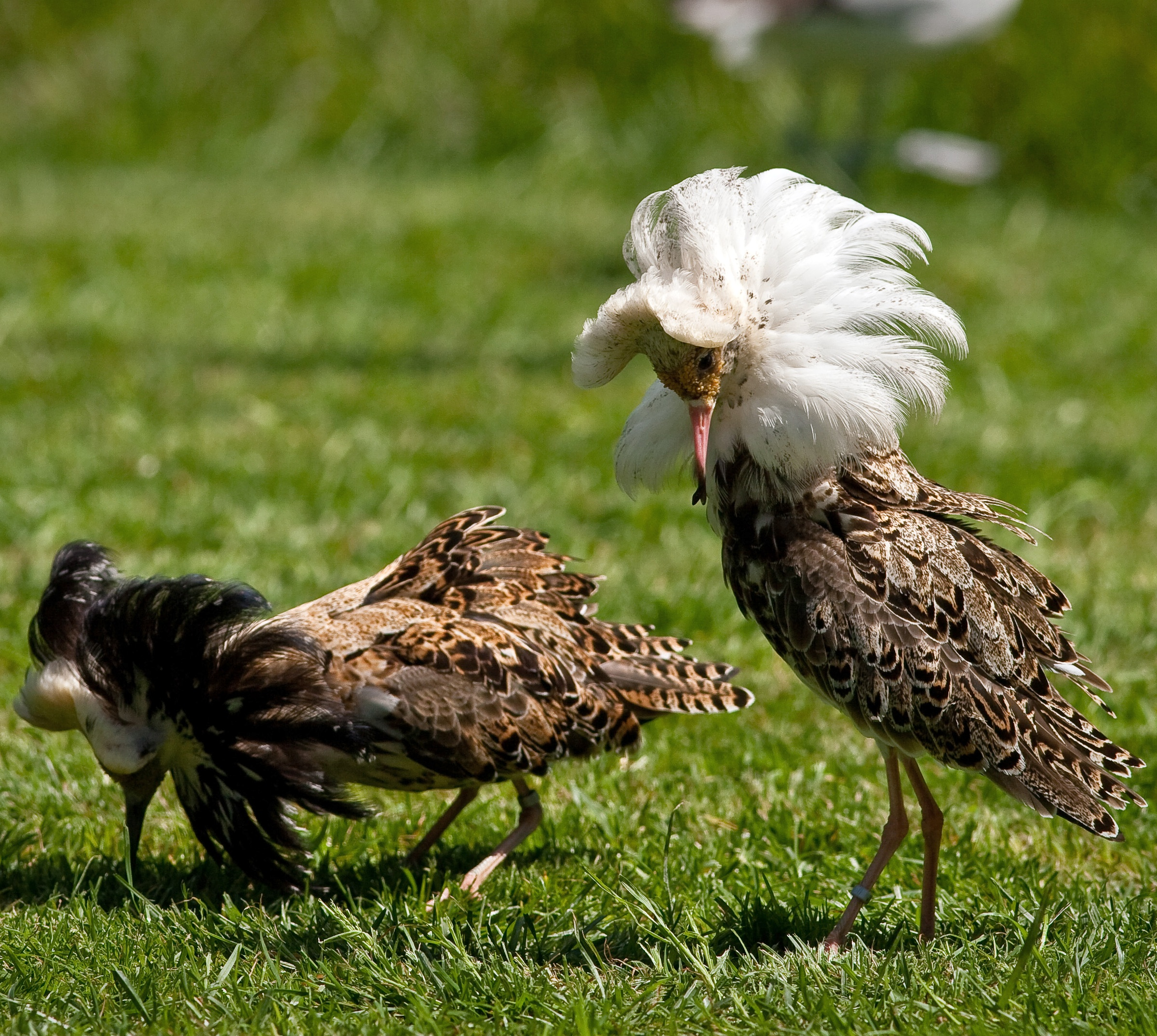
Cortejo.
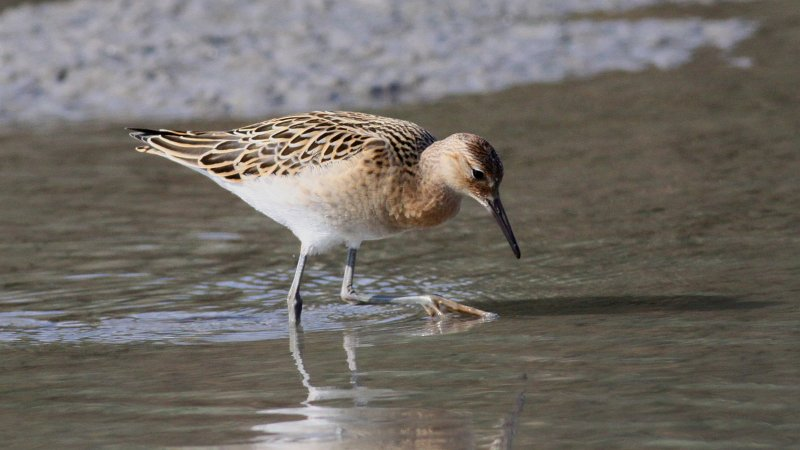
Pescando.
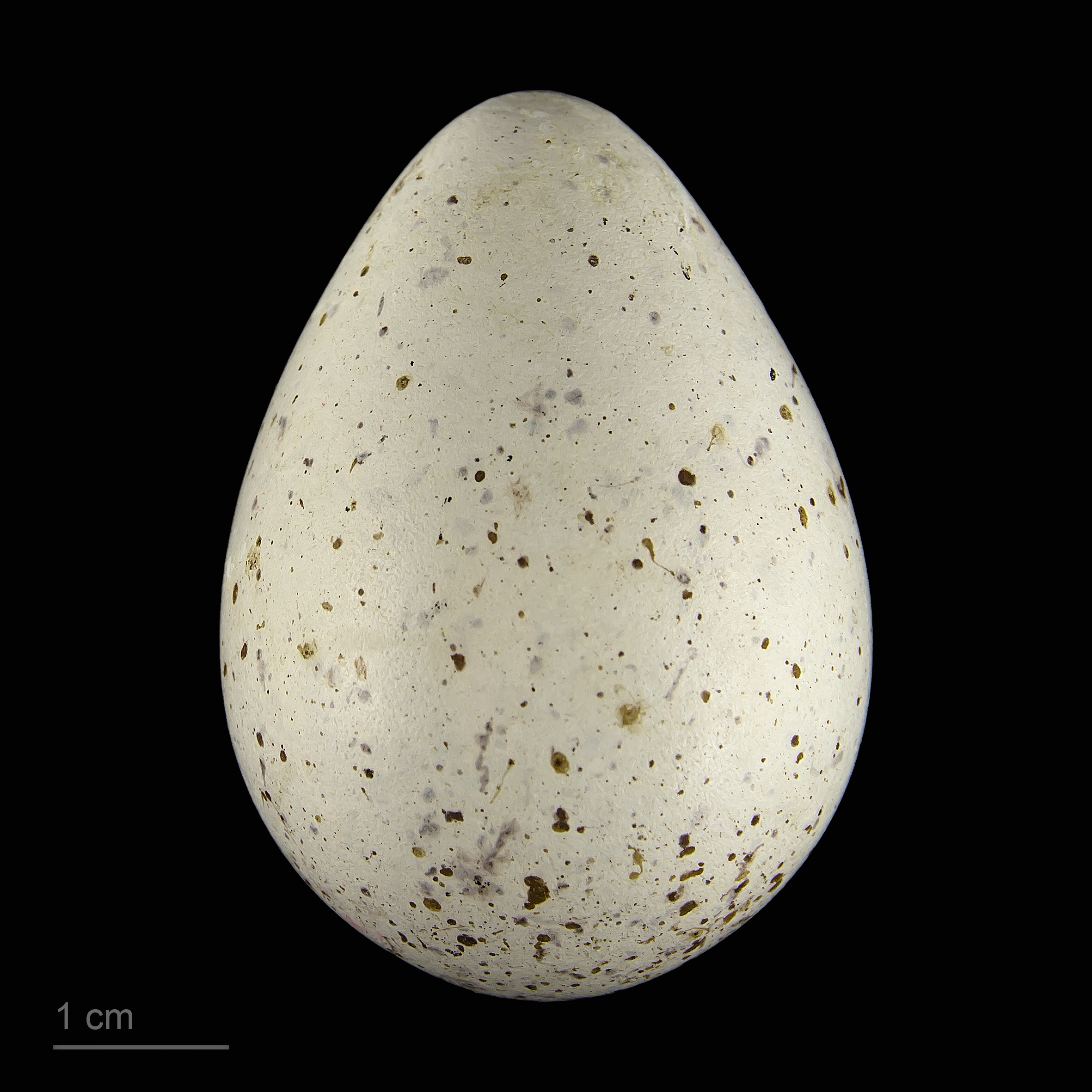
Calidris pugnax - MHNT